# Бичковська волость
Бичковська волость — історична адміністративно-територіальна одиниця Богучарського повіту Воронізької губернії з центром у слободі Бичок.
Станом на 1880 рік складалася 9 поселень, 4 сільських громад. Населення — 12 308 осіб (6194 чоловічої статі та 6114 — жіночої), 2036 дворових господарств.
|                     | Площа, десятин | У тому числі орної, дес. |
| ------------------- | -------------- | ------------------------ |
| Сільських громад    | 31965          | 21611                    |
| Приватної власності | 300            | 34                       |
| Іншої власності     | 283            | 203                      |
| Загалом             | 32548          | 21848                    |

Поселення волості на 1880 рік:
- Бичок — колишня державна слобода при річці Бичок за 17 верст від повітового міста, 3870 осіб, 703 двори, православна церква, школа, поштова станція, 5 лавок, щорічний ярмарок.
- Журавка — колишня державна слобода при річці Дон, 3247 осіб, 537 двори, православна церква, школа, 4 лавки.
- Подколодновка — колишня державна слобода при озері Черкаське, 2132 особи, 366 дворів, православна церква, школа, 2 лавки, щорічний ярмарок.
- Стара Толучеєвка — колишня державна слобода, 1844 особи, 315 дворів, православна церква, школа, щорічний ярмарок.

За даними 1900 року у волості налічувалось 19 поселень із переважно українським населенням, 4 сільських товариства, 69 будівель та установ, 2407 дворових господарств, населення становило 13 599 осіб (6815 чоловічої статі та 6784 — жіночої).
1915 року волосним урядником був Олексій Герасимович Борзунов, старшиною був Іван Олексійович Чумачев, волосним писарем — Михайло Абравомович Воронін.